# Анніт

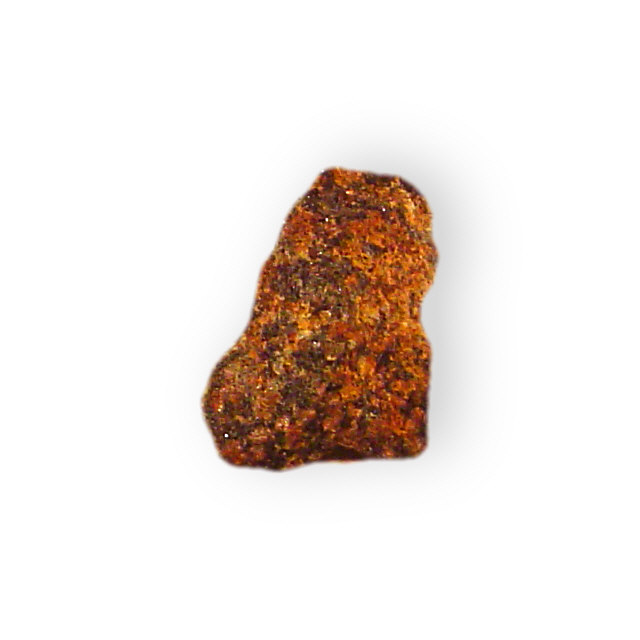
Аніт

Анніт, аніт — відміна лепідомелану, яка не містить магнію. 

## Опис
Хімічна формула анніту: KFe+3AlSi3O10(OH,F)2.